# Pasma
Pasma là một chi bướm ngày thuộc họ Bướm nâu.

## Các loài
- Pasma tasmanicus Miskin, 1889